# 아이슈와리야 락슈미
아이슈와리야 락슈미(영어: Aishwarya Lekshmi, 1990년 9월 6일 ~ )는 인도의 배우, 모델이다.